# Coby Miller
Coby Miller (Estados Unidos, 19 de octubre de 1976) es un atleta estadounidense, especializado en la prueba de 4 x 100 m en la que llegó a ser subcampeón olímpico en 2004.

## Carrera deportiva
En los JJ. OO. de Atenas 2004 ganó la medalla de plata en los relevos 4 x 100 metros, con un tiempo de 38.08 segundos, llegando a la meta tras Reino Unido y por delante de Nigeria, siendo sus compañeros de equipo: Shawn Crawford, Justin Gatlin, Maurice Greene y Darvis Patton.